# Triple F Life: Friends, Fans & Family
Triple F Life: Friends, Fans & Family è il secondo album in studio del rapper statunitense Waka Flocka Flame, pubblicato nel 2012.

## Tracce
1. Triple F Life (Intro) – 1:39
2. Let Dem Guns Blam (featuring Meek Mill) – 4:23
3. Round of Applause (featuring Drake) – 4:25
4. I Don't Really Care (featuring Trey Songz) – 3:55
5. Rooster in My Rari – 2:49
6. Get Low (featuring Nicki Minaj, Tyga & Flo Rida) – 4:16
7. Fist Pump (featuring B.o.B) – 3:48
8. Candy Paint & Gold Teeth (featuring Bun B & Ludacris) – 4:37
9. Cash (featuring Wooh da Kid) – 3:18
10. Lurkin' (featuring Plies) – 4:42
11. Clap – 3:39
12. U Ain't Bout That Life (featuring Slim Thug & Alley Boy) – 4:39
13. Power of My Pen – 3:58
14. Flex (featuring Travis Porter, Slim Dunkin & D-Bo) – 3:39
15. Triple F Life (Outro) (featuring Wooh da Kid) – 4:34

## Classifiche
| Classifica (2012) | Posizione raggiunta |
| ----------------- | ------------------- |
| Stati Uniti       | 10                  |